# کنترل آلودگی

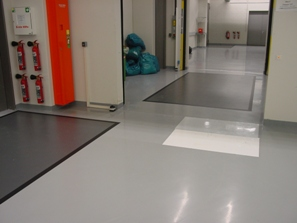
اقدامات کنترل آلودگی در یک سازنده لنز برتر (کارل زایس)

کنترل آلودگی (به انگلیسی: Contamination control) (و نیز Pollution control) اصطلاح عمومی برای کلیه فعالیت‌هایی است که با هدف کنترل وجود، رشد و تکثیر آلودگی در مناطق خاص انجام می‌شود. کنترل آلودگی ممکن است به اتمسفر و همچنین سطوح، ذرات معلق و همچنین میکروب‌ها و پیشگیری از آلودگی و همچنین ضد آلودگی اشاره داشته باشد.

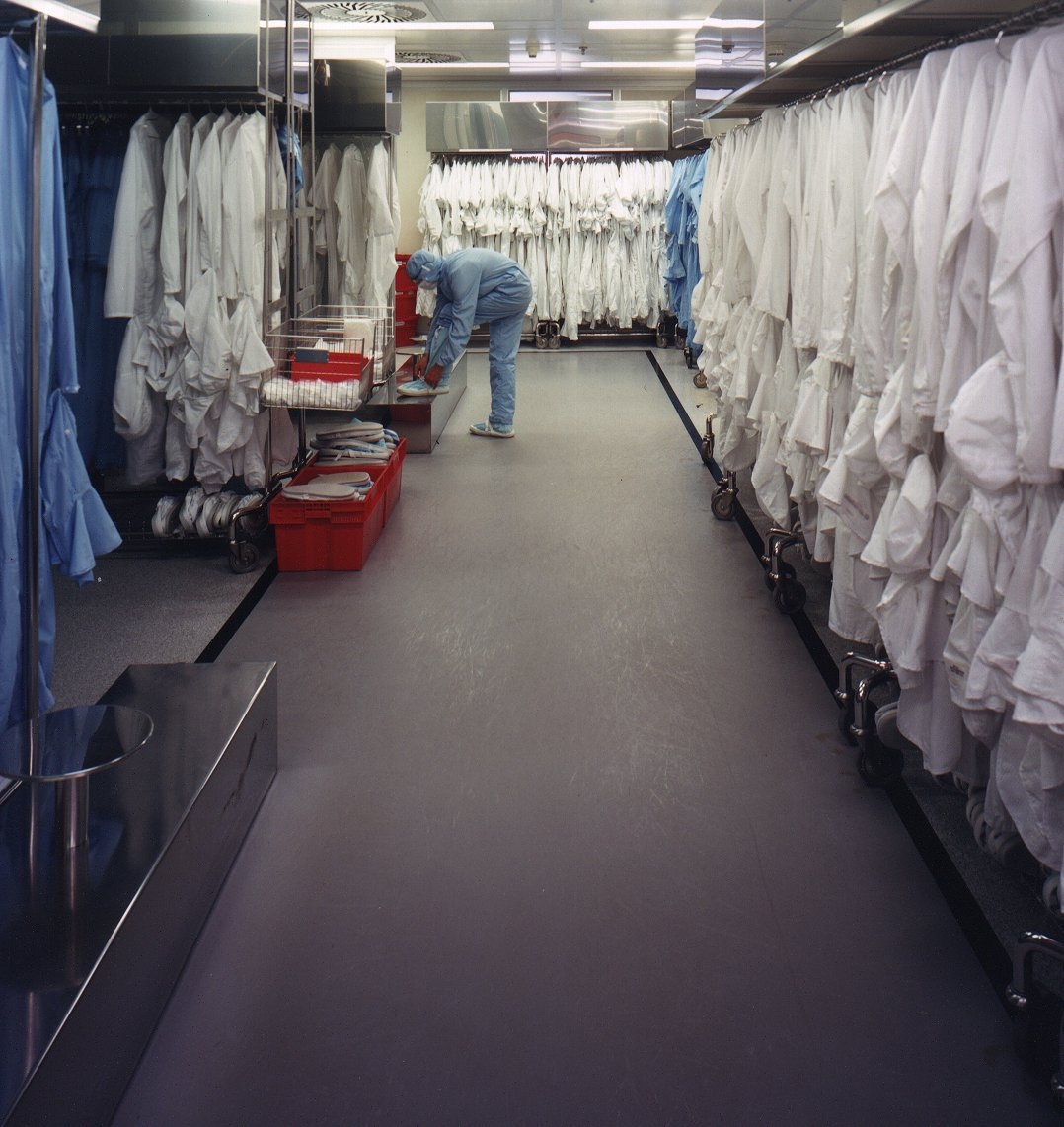
منطقه لباس مجلسی در آلکاتل، لندن، بریتانیا